# Correo Extremeño
El Correo Extremeño fue un periódico español editado en Badajoz entre 1927 y 1931.

## Historia
El diario nació en noviembre de 1927, a partir de la fusión del Correo de la Mañana con el Noticiero Extremeño. Quedó bajo la dirección del escritor José López Prudencio. Periódico cercano a la derecha política, fue una de las principales publicaciones de la capital pacense. Su ámbito de difusión estuvo en Extremadura. Desapareció en agosto de 1931, poco después de la proclamación de la Segunda República. Sería sucedido por el diario Hoy, fundado en 1933 por la Editorial Católica.